# Erioptera testacea
Erioptera testacea är en tvåvingeart som först beskrevs av Paul Lackschewitz 1964.  Erioptera testacea ingår i släktet Erioptera och familjen småharkrankar. Inga underarter finns listade i Catalogue of Life.